# قهوه‌ای اچ‌تی
قهوه‌ای اچ‌تی (به انگلیسی: Brown HT) با فرمول شیمیایی C۲۷H۱۸N۴Na۲O۹S۲ یک ترکیب شیمیایی با شناسه پاب‌کم ۶۵۳۶۷۷۶ است. که جرم مولی آن ۶۵۲٫۵۶ g/mol می‌باشد.